# Bengaluru Open 2025 - Doppio
Il doppio del torneo di tennis professionistico Bengaluru Open 2025, facente parte della categoria Challenger 125 nell'ambito dell'ATP Challenger Tour 2025, si è giocato dal 24 febbraio al 2 marzo a Bangalore, in India. Tra le coppie partecipanti erano presenti Saketh Myneni e Ramkumar Ramanathan, i detentori del titolo ma sono stati eliminati in semifinale.
In finale Anirudh Chandrasekar e Ray Ho hanno sconfitto Blake Bayldon e Matthew Romios con il punteggio di 6–2, 6–4.

## Teste di serie
1. Anirudh Chandrasekar /  Ray Ho (campioni)
2. Blake Bayldon /  Matthew Romios (finale)

1. Johannes Ingildsen /  Ivan Liutarevich (primo turno)
2. Niki Kaliyanda Poonacha /  Courtney John Lock (primo turno)

## Wildcard
1. S D Prajwal Dev /  Aryan Shah (quarti di finale)

1. Adil Kalyanpur /  Karan Singh (quarti di finale)

## Ranking protetto
1. Siddhant Banthia /  Parikshit Somani (semifinale)

## Alternate
1. Nitin Kumar Sinha /  Manish Sureshkumar (primo turno)

1. Hynek Bartoň /  Eric Vanshelboim (quarti di finale)

## Tabellone

### Legenda
| - Q = Qualificato - WC = Wild card - LL = Lucky loser | - ALT = Alternate - SE = Special Exempt - PR = Protected Ranking | - w/o = Walkover - r = Ritirato - d = Squalificato |

|  | Primo turno | Primo turno                 | Primo turno                 | Primo turno | Primo turno |  |  | Quarti di finale | Quarti di finale       | Quarti di finale       | Quarti di finale      | Quarti di finale   |   |     | Semifinali | Semifinali                  | Semifinali                  | Semifinali                   | Semifinali                   |   |   | Finale | Finale | Finale | Finale | Finale |  |
|  |             |                             |                             |             |             |  |  |                  |                        |                        |                       |                    |   |     |            |                             |                             |                              |                              |   |   |        |        |        |        |        |  |
|  | 1           | A Chandrasekar R Ho         | A Chandrasekar R Ho         | 6           | 6           |  |  |                  |                        |                        |                       |                    |   |     |            |                             |                             |                              |                              |   |   |        |        |        |        |        |  |
|  |             | SKR Ganta K Sultanov        | SKR Ganta K Sultanov        | 4           | 4           |  |  | 1                | A Chandrasekar R Ho    | A Chandrasekar R Ho    | 7                     | 7                  |   |     |            |                             |                             |                              |                              |   |   |        |        |        |        |        |  |
|  | WC          | SDP Dev A Shah              | 4                           | 6           | [10]        |  |  | WC               | SDP Dev A Shah         | SDP Dev A Shah         | 65                    | 5                  |   |     |            |                             |                             |                              |                              |   |   |        |        |        |        |        |  |
|  |             | E Couacaud M Geerts         | 6                           | 3           | [6]         |  |  |                  |                        |                        |                       |                    |   |     | 1          | A Chandrasekar R Ho         | 6                           | 2                            | [10]                         |   |   |        |        |        |        |        |  |
|  | 3           | J Ingildsen I Liutarevich   | 3                           | 6           | [11]        |  |  |                  |                        |                        | S Myneni R Ramanathan | 4                  | 6 | [8] |            |                             |                             |                              |                              |   |   |        |        |        |        |        |  |
|  | Alt         | H Bartoň E Vanshelboim      | 6                           | 1           | [13]        |  |  | Alt              | H Bartoň E Vanshelboim | H Bartoň E Vanshelboim | 3                     | 3                  |   |     |            |                             |                             |                              |                              |   |   |        |        |        |        |        |  |
|  |             | S Myneni R Ramanathan       | S Myneni R Ramanathan       | 6           | 7           |  |  |                  | S Myneni R Ramanathan  | S Myneni R Ramanathan  | 6                     | 6                  |   |     |            |                             |                             |                              |                              |   |   |        |        |        |        |        |  |
|  |             | J Berrettini E Dalla Valle  | J Berrettini E Dalla Valle  | 3           | 64          |  |  |                  |                        |                        |                       |                    |   |     | 1          | Anirudh Chandrasekar Ray Ho | Anirudh Chandrasekar Ray Ho | 6                            | 6                            |   |   |        |        |        |        |        |  |
|  |             | J Clarke B Ellis            | 6                           | 3           | [5]         |  |  |                  |                        |                        |                       |                    |   |     |            |                             | 2                           | Blake Bayldon Matthew Romios | Blake Bayldon Matthew Romios | 2 | 4 |        |        |        |        |        |  |
|  |             | N Mejía B Tomić             | 4                           | 6           | [10]        |  |  |                  | N Mejía B Tomić        | N Mejía B Tomić        | 5                     | 0                  |   |     |            |                             |                             |                              |                              |   |   |        |        |        |        |        |  |
|  | PR          | S Banthia P Somani          | S Banthia P Somani          | 6           | 6           |  |  | PR               | S Banthia P Somani     | S Banthia P Somani     | 7                     | 6                  |   |     |            |                             |                             |                              |                              |   |   |        |        |        |        |        |  |
|  | 4           | N Kaliyanda Poonacha C Lock | N Kaliyanda Poonacha C Lock | 4           | 3           |  |  |                  |                        |                        |                       |                    |   |     | PR         | S Banthia P Somani          | S Banthia P Somani          | 3                            | 6                            |   |   |        |        |        |        |        |  |
|  | WC          | A Kalyanpur K Singh         | 1                           | 6           | [10]        |  |  |                  |                        | 2                      | B Bayldon M Romios    | B Bayldon M Romios | 6 | 78  |            |                             |                             |                              |                              |   |   |        |        |        |        |        |  |
|  | Alt         | NK Sinha] M Sureshkumar     | 6                           | 2           | [4]         |  |  | WC               | A Kalyanpur K Singh    | A Kalyanpur K Singh    | 2                     | 4                  |   |     |            |                             |                             |                              |                              |   |   |        |        |        |        |        |  |
|  |             | K Isomura K Van Wyk         | 6                           | 3           | [4]         |  |  | 2                | B Bayldon M Romios     | B Bayldon M Romios     | 6                     | 6                  |   |     |            |                             |                             |                              |                              |   |   |        |        |        |        |        |  |
|  | 2           | B Bayldon M Romios          | 4                           | 6           | [10]        |  |  |                  |                        |                        |                       |                    |   |     |            |                             |                             |                              |                              |   |   |        |        |        |        |        |  |